# Angelus (Top Cow)
Angelus è un personaggio dei fumetti Top Cow, un comprimario delle serie Witchblade e Darkness.

## Biografia del personaggio
Dall'inizio dei tempi l'oscurità e la luce continuavano a darsi battaglia, sia nel piano astrale che in quello materiale.
La luce aveva scelto come manifestazione l'Angelus, uno spirito distruttivo il cui unico scopo era la distruzione di ogni oscurità e che possedeva una donna rendendola bella quanto potente come contraltare all'incarnazione fisica di Darkness che aveva scelto l'uomo come suo custode.
Un giorno queste due forze decisero di fare un patto di non belligeranza così che l'universo si potesse salvare. La luce divenne l'amante della tenebra e così nacque Witchblade, un figlio rappresentante l'equità, leggi universali poiché composto sia di luce che di tenebra rappresentato come il potere dell'alba.
L'Angelus comunque non rispettò, come del resto Darkness, il patto e tentò sempre di eliminare qualsiasi incarnazione di Darkness con o senza l'aiuto della lama stregata.
Molte sono state le incarnazioni dell'Angelus, si dice che sia stata la dea Amaterasu, la dea della luce giapponese.
L'Angelus aveva scelto come sua incarnazione Appolonia Franchetti moglie del mafioso Frankie Franchetti ucciso da Jackie Estacado, detentore di Darkness.
L'Angelus aveva surriscaldato la mente di Apollonia mandandola in coma per diversi mesi.
Dopo essersi ripresa si era recata in un tempio azteco dove era stata scovata dalla Magdalena che voleva riprendersi la lancia del destino, all'insaputa di Apollonia la figlia voleva aiutare la madre procurandosi la lancia così da sconfiggere Estacado.
L'Angelus non conosce sentimenti e appena la figlia di Apollonia usò i suoi nuovi poteri lei la cacciò. Quello fu l'ultimo atto di amore di Appollonia per la figlia dato che la sua personalità era stata annientata da quella dell'Angelus.
Estacado dopo uno scontro con l'Angelus riuscì a liberare la lancia del destino che venne prelevata dagli agenti della Chiesa.

### First Born
Anni dopo Darkness decise di manipolare un dormiente Jackie Estacado per concepire una bambina da Sara Pezzini, la custode di Witchblade allora in coma, nella speranza di poter spostare l'ago della bilancia dalla sua parte.
L'Angelus tentò di unirsi a vari ospiti, ad esempio Velocity un membro del supergruppo Cyberforce, ma poi si unì a un'assassina di nome Celestine mentre le sue schiere attaccavano Estacado.
Con le sue schiere attaccò ripetutamente per ottenere la bambina e inseguì il gruppo che la proteggeva in una grotta sotterranea dove la figlia di Darkness e Sara Pezzini venne alla luce.
Nel momento in cui Celestine prese la bambina in braccio, la fragile creatura emanò un'energia che uccise le schiere e scacciò l'Angelus.

### Broken Trinity
Dopo la sconfitta, Celestine cerca di ritornare a una vita normale, pur essendo ancora la detentrice della forza dell'Angelus. La sua ricerca della normalità viene però interrotta quando il capo della rinata schiera angelica, Sabine, la convince a rinnegare nuovamente la sua umanità per affrontare il nuovo conflitto che sta per esplodere nella triade, dopo che altri due artefatti sono stati affidati a nuovi detentori. Celestine accetta e si trova ad affrontare questa volta non solo Sara e Jackie (momentaneamente privo dei poteri di Darkness), ma anche i nuovi detentori della Pietra del Fuoco e della Pietra del Ghiacciaio. Dopo aver sconfitto Glorianna Silver, detentrice della Pietra del Fuoco, Celestine si appresta a dare il colpo di grazia a Jackie, ma viene colpita a morte dalla Spada del Demone, un altro dei 13 artefatti. Celestine muore e l'Angelus abbandona il suo corpo, senza, però scegliere una nuova detentrice.

### War of the Witchblades
La forza dell'Angelus rimane orfana per qualche ragione e il comando della schiera rimane in mano a Sabine. Durante la guerra per il controllo della Lama Stregata tra Sara e Danielle, Sabine appoggia quest'ultima, detentrice della metà di luce di Witchblade, sperando che una vittoria contro Sara possa convincere la forza dell'Angelus a scegliere lei come nuovo contenitore. Nel momento dello scontro finale tra le due lame stregate, l'Angelus riappare incarnata nel corpo della coinquilina di Danielle, Finch, giusto in tempo per salvare Danielle, colpita a morte da Sara. Si scopre allora che l'Angelus stava aspettando che Danielle si disfasse di Witchblade per poterla prendere come ospite: Danielle è anche la prima donna a rivestire il ruolo dell'Angelus a non essere sottomessa alla volontà dell'artefatto, ma a mantenere la propria libertà di pensiero. Dopo aver purificato Witchblade dall'influenza di Darkness e aver salvato Sara, Danielle accetta il suo nuovo ruolo e parte per New Orleans insieme a Finch, nonostante Sabine non la riconosca ancora come sua nuova padrona.

### Angelus: illumination
Dopo War of the Witchblades, l'Angelus ottiene un'omonima serie composta da sei volumi, ancora in corso negli USA, intitolata Illumination. Danielle, giunta a New Orleans con Finch, deve abituarsi al suo nuovo ruolo nella triade e vincere la diffidenza di Sabine che non l'accetta come ospite. Dopo che Dani ha raggiunto un accordo di non belligeranza con Jackie, detentore di Darkness, Sabine capisce che la nuova ospite non è degna di essere l'Angelus e, raccogliendo intorno a sé alcuni guerrieri fedeli alla sua causa, si impossessa di un nuovo artefatto, la Ruota del Destino, per poter sconfiggere Danielle e impossessarsi della forza dell'Angelus.

## Artefatti
L'Angelus, insieme a tutti gli artefatti, ha un ruolo da protagonista anche nella nuova serie in 13 volumi della Top Cow, per aiutare Sara a trovare la piccola Hope, rapita da Aphrodite IV.

## Poteri e abilità
L'Angelus a differenza di Darkness e Witchblade sceglie donne con personalità deboli così da soggiogarle meglio. Il suo potere è più forte durante il giorno e le permette di emettere raggi di luce capaci di annichilire qualsiasi cosa, di trasformare le sue vittime in angeli così come i Darkling per Darkness. Come Darkness è capace di manipolare Witchblade essendone la madre.

### Triade
L'Angelus fa parte di una triade di poteri universali dall'inizio dei tempi. Essa rappresenta la luce e l'ordine in contrasto al caos generato da Darkness, ma quello che porta è un ordine tirannico. La luce dell'Angelus non è quella del paradiso.